# 도쿄 디즈니시 호텔 미라코스타
도쿄 디즈니씨 호텔 미라코스타는 도쿄 디즈니씨의 현관, 메디테러니언 하버와 맞닿아 있는 호텔을 말한다.

## 시설
- 방 502실
- 가게와 레스토랑 4곳
- 스파와 수영장